# Lýkeio
Lýkeio är en ort i Grekland.   Den ligger i prefekturen Nomós Rodópis och regionen Östra Makedonien och Thrakien, i den nordöstra delen av landet, 400 km nordost om huvudstaden Aten. Lýkeio ligger 56 meter över havet och antalet invånare är 1 081.
Terrängen runt Lýkeio är kuperad österut, men västerut är den platt. Runt Lýkeio är det ganska glesbefolkat, med 26 invånare per kvadratkilometer. Närmaste större samhälle är Sápes, 4,0 km söder om Lýkeio. Trakten runt Lýkeio består till största delen av jordbruksmark.